# Polona Hercog
Polona Hercog (Maribor, 20 gennaio 1991) è una tennista slovena.
In carriera si è aggiudicata tre titoli WTA su sette finali totali, disputate tutte su terra rossa. Nei tornei del Grande Slam si è spinta quattro volte fino al terzo turno, equamente ripartite tra Open di Francia (2010 e 2019) e Wimbledon (2017 e 2019). Il suo miglior piazzamento è la 35ª posizione della classifica, raggiunta nel mese di settembre del 2011.
Nella specialità del doppio vanta due titoli WTA, vinti entrambi nel 2010, e una finale Tier III disputata nel 2008, sostituito dall'anno successivo dalla categoria Premier. In doppio, invece, nei tornei del Grande Slam si è spinta fino al terzo turno in tre occasioni: all'Australian Open 2012 e all'US Open 2010 e 2013. Ad oggi, il suo best ranking è la posizione n° 56, raggiunto nel gennaio del 2011.

## Biografia
Nata da un barista, Vojko, e una fiorista, Romana, ha impugnato la prima racchetta a 4 anni. A quattordici si trasferisce in Italia per cercare di diventare una tennista professionista. Parla correntemente l'inglese, lo sloveno e l'italiano. La tennista a cui si ispira è la belga, ex nr. 1 del mondo, Justine Henin.

## Carriera

### 2007-2009: Inizi

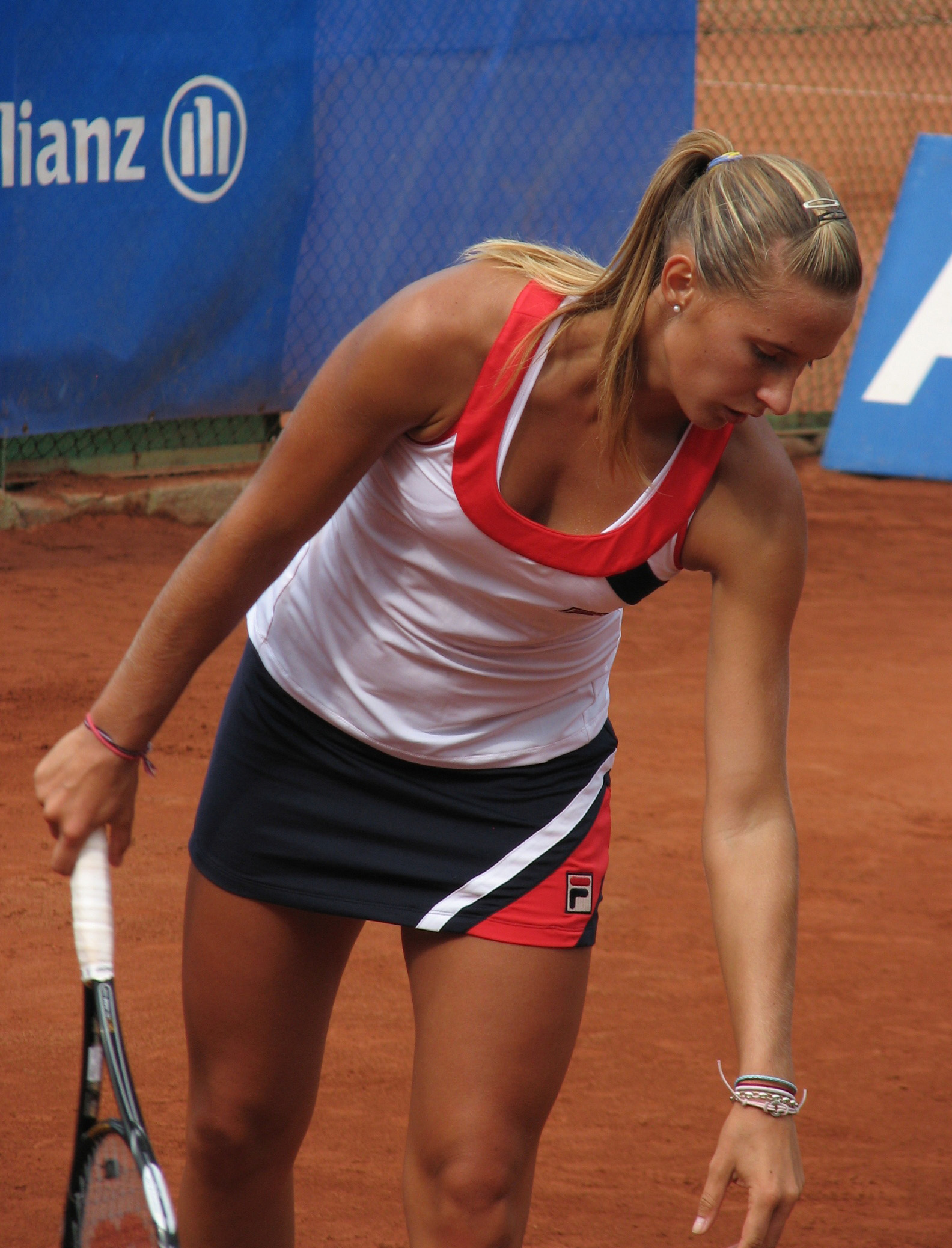
Polona Hercog nel 2009

#### 2007
Debutta nel circuito WTA al torneo di Portorose, venendo sconfitta in tre sets da Elena Vesnina.

#### 2008
Nel torneo di Istanbul viene sconfitta al primo turno da Cvetana Pironkova, mentre in coppia con Marina Eraković raggiunge la finale.
Sempre in doppio, insieme a Jessica Moore si aggiudica due Slam junior: il Roland Garros e Wimbledon. Nel circuito WTA prende parte alle qualificazioni per l'US Open, ma viene sconfitta da Sandra Záhlavová.

#### 2009
Raggiunge sorprendentemente i quarti di finale in Marocco. Qui, partendo dalle qualificazioni, si impone su Roberta Vinci (n° 7 WTA), prima di perdere contro Alisa Klejbanova. Prende parte al Roland Garros, dove si vendica della Klejbanova, n° 23 del seeding, ma viene poi fermata da Aravane Rezaï. Nello Slam newyorkese esce di scena all'esordio per mano della wildcard Christina McHale. Successivamente disputa il torneo di Lussemburgo estromettendo Maria Elena Camerin, ma viene superata da Sabine Lisicki, che ha la meglio in due set. In seguito, cede a Bojana Jovanovski nel terzo turno a Sofia.

### 2010-2011: Primi titoli WTA

#### 2010: primo titolo WTA in doppio

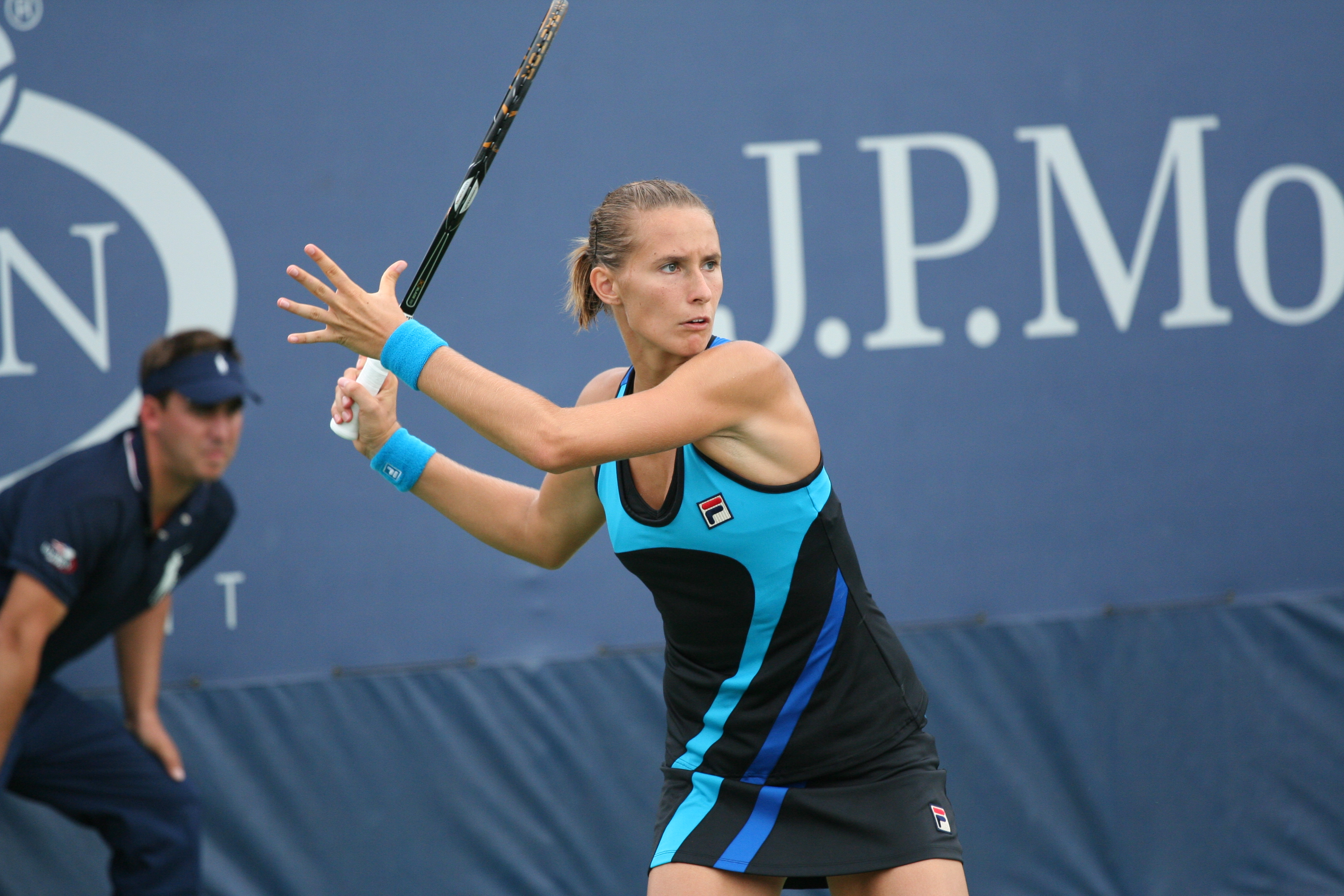
Polona Hercog agli US Open nel 2010

La stagione 2010 è impreziosita dalla prima finale WTA in singolare e dal primo titolo WTA in doppio; entrambi gli exploit si verificano nel torneo di Acapulco. In singolare, per raggiungere la finale, si sbarazza di: Rossana de los Ríos, Alizé Cornet, usufruisce del ritiro di Ágnes Szávay nel corso del secondo parziale, e Carla Suárez Navarro in semifinale. Tuttavia, in finale viene sconfitta in rimonta dalla prima del seeding, Venus Williams, che prevale per 2-6 6-2 6-3. In coppia con Barbora Strýcová, invece, si impone sulla coppia italiana formata da Sara Errani/Roberta Vinci.
Successivamente, ottiene scarsi successi, in quanto viene sconfitta al secondo turno a Indian Wells contro Marion Bartoli (n° 11 WTA), mentre al Roland Garros esce di scena all'esordio per mano di Lucie Šafářová (n° 24 WTA). In patria, a Portorose, torneo che l'aveva vista debuttare nel tennis professionistico, raggiunge la semifinale, dove si arrende in tre sets ad Anna Čakvetadze. Si scontra nuovamente con la russa a Copenaghen nei quarti di finale, venendo nuovamente sconfitta, stavolta con un risultato più netto.

#### 2011: Primo titolo WTA in singolare ebest ranking

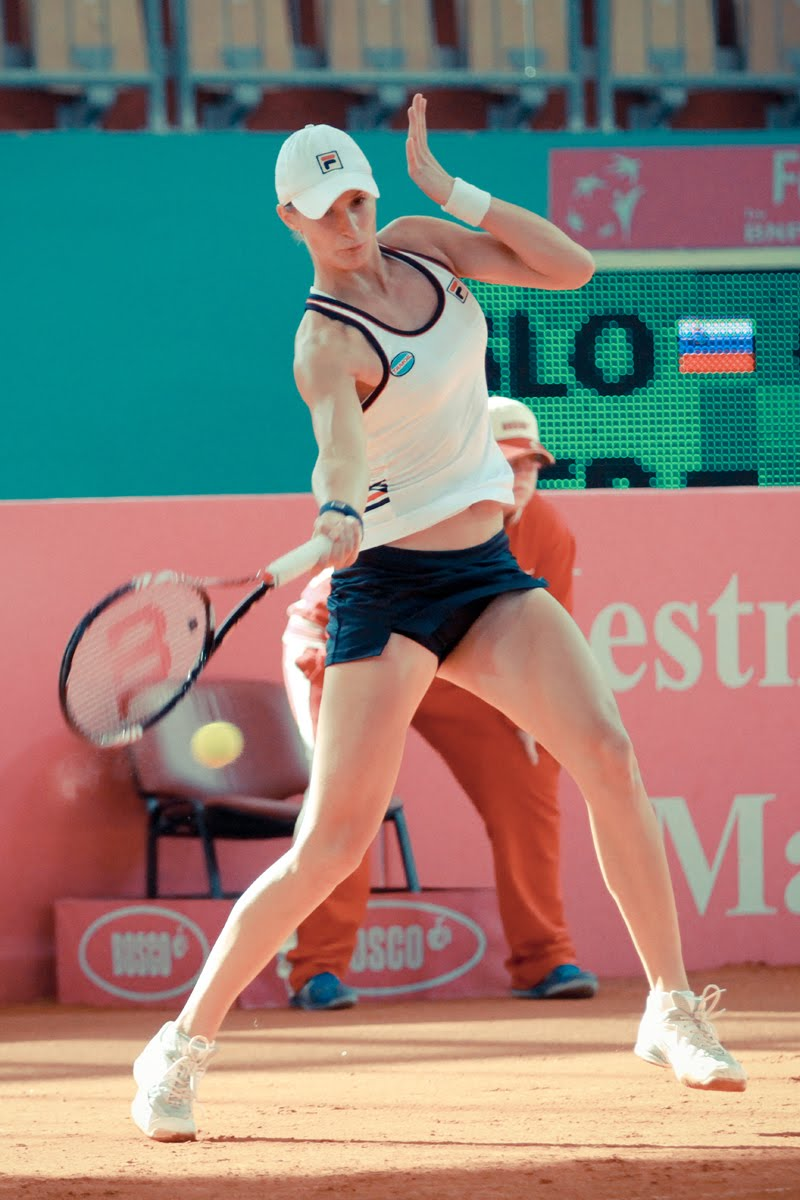
Polona Hercog nella Fed Cup nel 2011

Inizia malamente la nuova stagione. Infatti, non va oltre il primo turno a Brisbane, sconfitta da Iveta Benešová, e agli Australian Open, dove cede ad Anastasija Sevastova, top 50 del ranking. Non si qualifica per il torneo di Sydney.
Prende parte alla Fed Cup sfidando la Germania. Si aggiudica il match contro Julia Görges, ma viene successivamente sconfitta da Andrea Petković. La Slovenia verrà sconfitta per 1-4.
Il trend negativo continua. Difatti, perde al secondo turno contro Petra Martić a Copa Colanitas, mentre cede all'esordio a Lourdes Domínguez Lino ad Acapulco, non riuscendo a difendere i punti della finale dell'anno precedente. In seguito, raggiunge la semifinale a Monterrey, eliminando tra le altre Angelique Kerber con un doppio 6-3, prima di perdere contro Jelena Janković. A Indian Wells e a Miami perde al primo turno nuovamente contro la Sevastova e Chanelle Scheepers.
In Andalucia perde malamente al primo turno contro Laura Pous Tió. In Marocco si vendica della sudafricana Scheepers, per poi ritirarsi a causa di un infortunio alla caviglia contro Melanie Oudin. Si presenta a Barcellona eliminando Jamie Hampton e Mirjana Lučić-Baroni, ma nei quarti di finale viene nuovamente sconfitta dalla Pous Tió.
A Bastad si aggiudica il suo primo titolo WTA in singolare, superando in finale la giocatrice di casa Johanna Larsson per 6-4 7-5. La settimana successiva perde in finale al torneo di Palermo contro la spagnola Anabel Medina Garrigues, che ha la meglio per 3-6 2-6.
La stagione 2011 segna anche l'anno del miglior piazzamento nella classifica mondiale. Il WTA ranking, vede la slovena piazzarsi al 35º posto il 12 settembre.

### 2012: Secondo titolo WTA

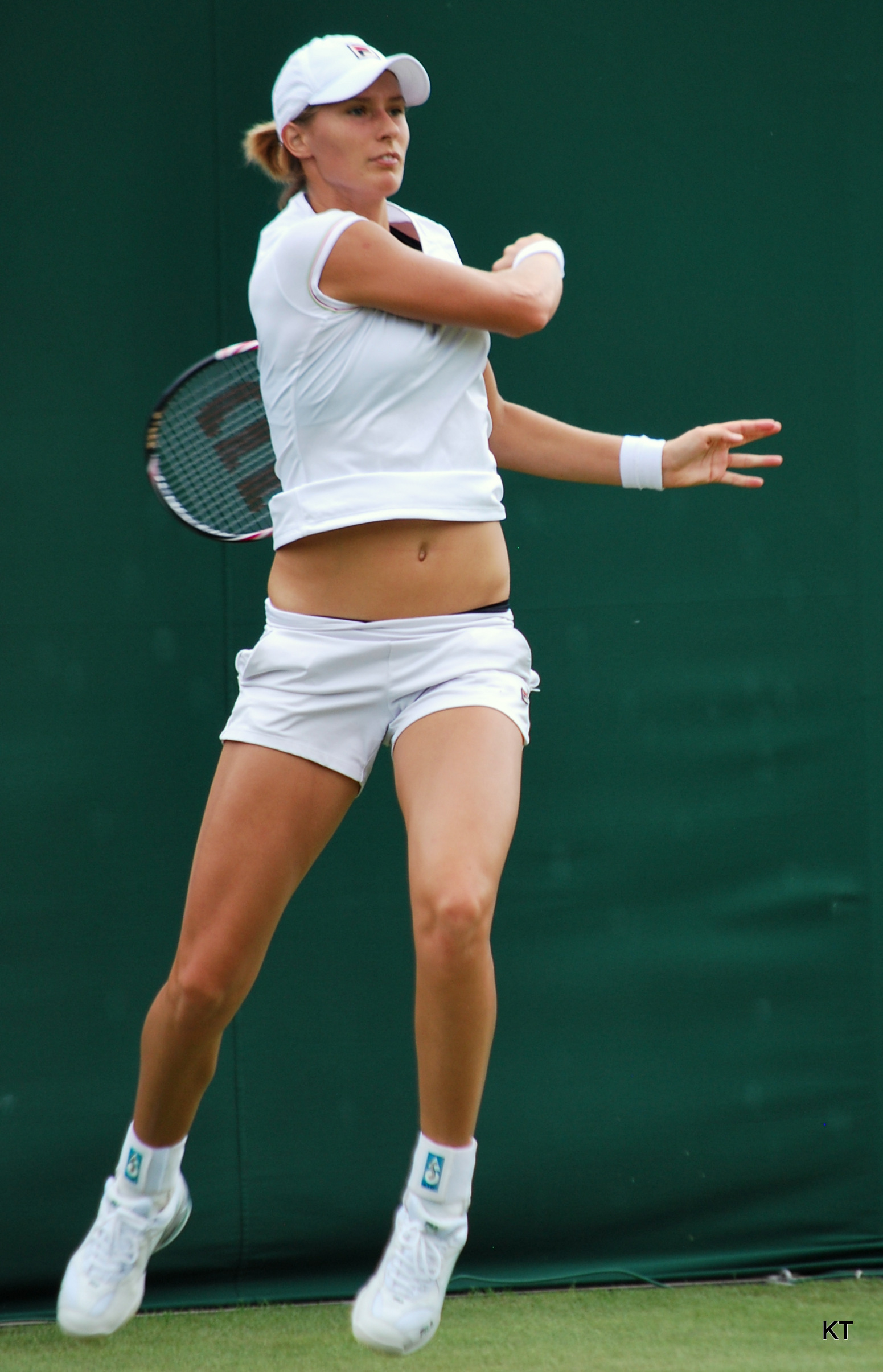
Polona Hercog a Wimbledon nel 2012

Apre la stagione 2012 con un infortunio alla schiena, procurato nel match d'apertura a Brisbane contro Anastasija Pavljučenkova. La slovena si ritira sul punteggio 6-1 4-1 in suo favore. Disputa il torneo di Sydney come lucky loser, ma non la sfrutta, in quanto perde contro Marion Bartoli, numeto otto del seeding. Esce di scena nuovamente all'esordio agli Australian Open, stavolta per mano di Julia Görges (n° 22 WTA).
È chiamata a disputare la Fed Cup. Tuttavia, perde entrambi i match contro Kimiko Date e Ayumi Morita. La Slovenia subisce un'amara sconfitta di 5-0 contro il Giappone.
In seguito, la Hercog non raccoglie vittorie; eliminata al primo turno in Francia da Chanelle Scheepers; da Cvetana Pironkova a Doha; da Aleksandra Wozniak a Dubai; da Daniela Hantuchová (n° 21 WTA) a Indian Wells. A Miami, invece, si vendica su Jamie Hampton, per poi perdere nuovamente contro la Bartoli.
Inizia la stagione sulla terra battuta a Charleston. Disputa un ottimo torneo estromettendo Kimiko Date, Varvara Lepchenko, Marion Bartoli e Nadia Petrova (n° 13 del seeding). Nonostante ciò, in semifinale non riesce ad aggiudicarsi nemmeno game contro Lucie Šafářová, che la travolge con un doppio baghel. Archiviato questo match, vola a Barcellona, dove si ritira nel primo parziale contro Sorana Cîrstea a causa delle vertigini. Disputa il torneo di Lisbona, superando la connazionale Tamara Zidanšek per 6-0 6-3, per poi ritirarsi nel match sul punteggio di 6-4 3-0 per la Hercog contro Carla Suárez Navarro per un infortunio al piede destro. In seguito, non va oltre il primo turno a Madrid, Parigi, Londra e Palermo. Interrompe gli insuccessi con la difesa del titolo a Bastad, dove in finale si sbarazza anche di Mathilde Johansson.
Rappresenta la Slovenia alle Olimpiadi, ma senza successo. Infatti, viene estromessa al primo turno dalla spagnola María José Martínez Sánchez.
Prende parte alla prima ed unica edizione del torneo di Dallas. Qui, usufruisce del ritiro, dopo essersi aggiudicata il primo parziale, di Kiki Bertens; viene poi sconfitta dalla futura campionessa, Roberta Vinci. Agli US Open perde contro Petra Kvitová (n° 5 WTA).
In Korea e a Tokyo viene sconfitta subito rispettivamente da Ekaterina Makarova e Kurumi Nara. Si spinge fino al terzo turno a Pechino eliminando Anastasija Pavljučenkova, la quale si ritira nel terzo parziale, e vendicandosi della Makarova; cede poi alla futura finalista, Marija Šarapova. A Osaka perde subito contro la futura campionessa, Heather Watson.

### 2013-2017: Anni di insuccessi

#### 2013

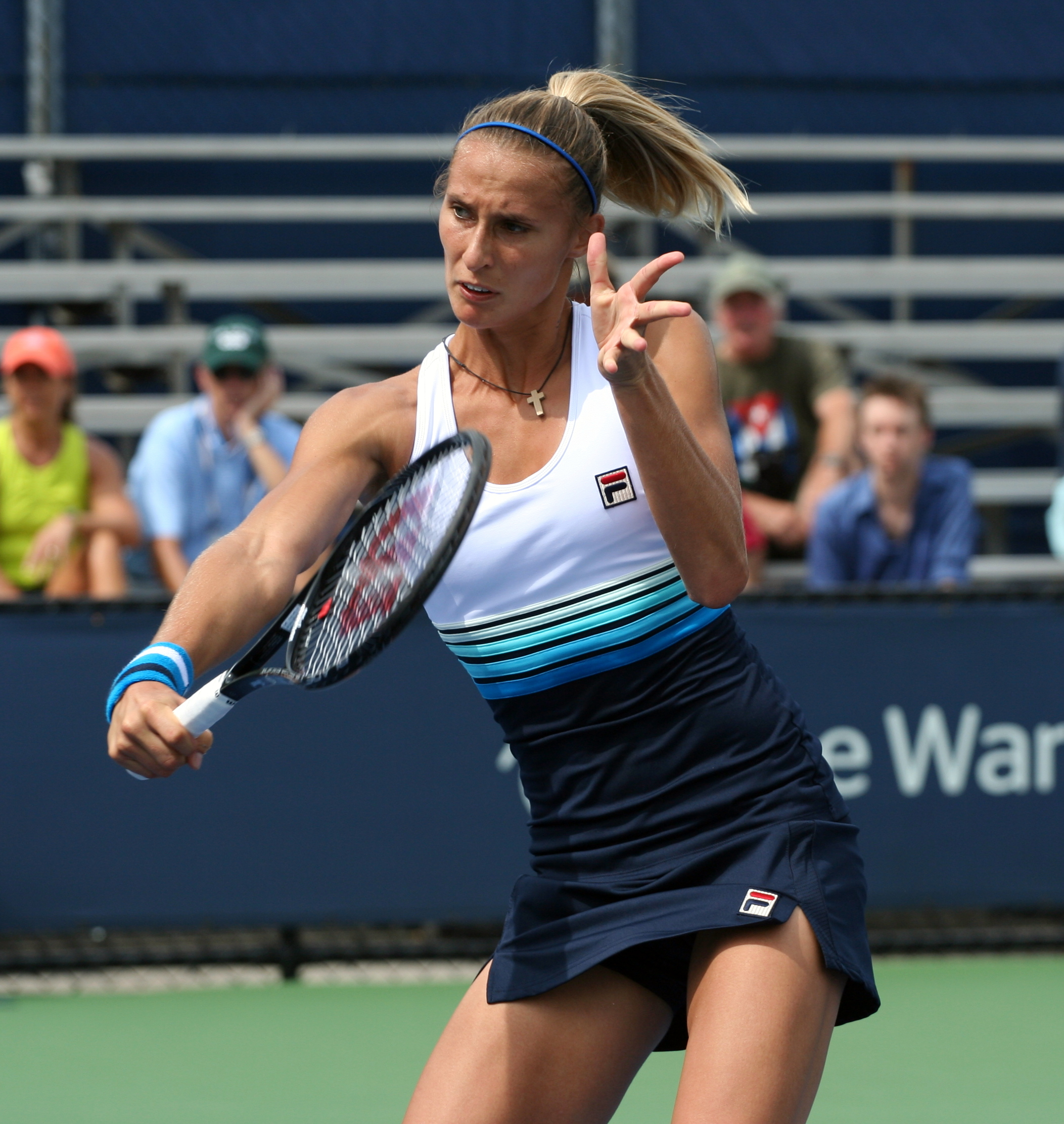
Poloha Hercog nel 2013

Agli Australian Open subisce una sconfitta al primo turno da parte della 21ª del seeding, Varvara Lepchenko. Supera le qualificazioni al Roland Garros ed estromette Ajla Tomljanović, prima di venire fermata da Grace Min nel secondo turno. Si aggiudica il torneo ITF da 25k di Maribord battendo in finale Ana Konjuh. Non ha fortuna nel torneo ITF da 100k a Marsiglia, poiché viene fermata in semifinale da Anabel Medina Garrigues. Prende parte alla prima edizione del torneo International di Norimberga. Qui, ha la meglio sulla seconda del seeding, Klára Koukalová, e su Julia Cohen; cede a Lucie Šafářová nei quarti di finale.
Non si qualifica a Wimbledon. Si aggiudica l'ITS Cup superando in finale Katarzyna Piter, mentre esce di scena all'esordio a Baku per mano di Galina Voskoboeva. Si qualifica per il torneo di Cincinnati ed elimina Dominika Cibulková (n° 19 WTA) per 6-2 6-4; tuttavia, è costretta a soccombere a Sara Errani (n° 6 WTA). Continua il trend negativo negli Slam con la sconfitta al primo turno contro Ekaterina Makarova, patita agli US Open. Nel torneo International del Quebec viene fermata ai quarti di finale dall'americana Christina McHale.
Dopo essersi qualificata per il Premier 5 di Tokyo, eliminando nelle qualificazioni la semifinale Slam Cvetana Pironkova, perde il primo match nel tabellone principale contro la Šafářová. La ceca si conferma, per l'ennesima volta, la bestia nera della Hercog. Raggiunge il terzo turno a Pechino, partendo dalle qualificazioni. Qui, si impone su Mónica Puig per 6-1 6-4 e su Ana Ivanović (n° 14 WTA ed ex numero uno del mondo). Tuttavia, viene successivamente liquidata da Agnieszka Radwańska, numero tre del seeding. Prende parte al torneo di Osaka, venendo sconfitta nei quarti di finale da Kurumi Nara.

#### 2014

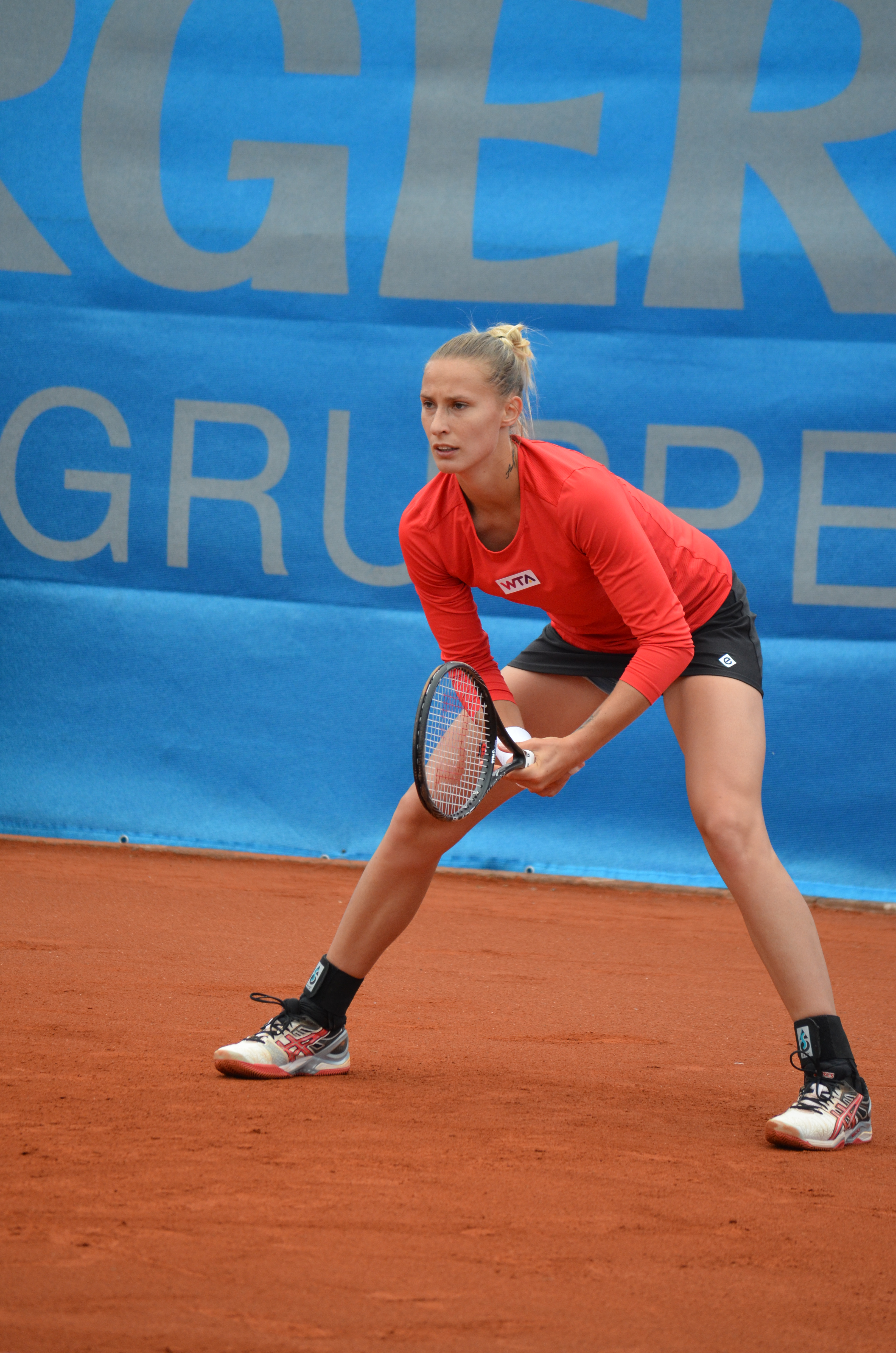
Polona Hercog a Norimberga nel 2014

Nuovamente non va oltre il primo turno all'Australian Open. Stavolta, la Hercog si ritira contro Alizé Cornet per un problema alla spalla.
Ritorna sul campo in Marocco, dove cede nei quarti di finale alla futura campionessa, María Teresa Torró Flor. Disputa un altro quarto a Lisbona, torneo nel quale riesce finalmente a sconfiggere Šafářová, prima di perdere contro la futura vincitrice del titolo Carla Suárez Navarro. Non si qualifica per Roma. A Norimberga viene superata da Karin Knapp nel secondo turno. Nello Slam parigino elimina Jana Čepelová, per poi venire surclassata da Sloane Stephens (n° 15 WTA), che ha la meglio per 6-1 6-3.
A Wimbledon si impone su Paula Ormaechea, prima di venire sconfitta dalla Šafářová. Nel torneo di Bucarest viene fermata da Monica Niculescu nei quarti. A Bastad, dove ha trionfato due volte consecutivamente, viene eliminata all'esordio da Dinah Pfizenmaier.
Il trend negativo si estende a Washington, dove perde contro la futura campionessa, Svetlana Kuznecova. A Cincinnati viene sconfitta da Kirsten Flipkens. Non si qualifica a Stanford. Agli US Open elimina Elina Svitolina (n° 35 WTA), prima di essere fermata da Ekaterina Makarova (n° 17 WTA).
Vola in Asia per disputare la prima edizione del torneo di Hong Kong. Nemmeno qui ha fortuna, poiché perde contro Karolína Plíšková, futura finalista. Non vince nemmeno in Korea, in quanto estromessa all'esordio dalla numero uno del seeding e campionessa in carica, Agnieszka Radwańska. Non si qualifica a Wuhan, mentre ci riesce a Pechino. In quest'ultimo torneo si vendica della Plíšková (n° 29 WTA), per poi perdere nuovamente contro la Makarova.
Non si qualifica per il torneo di Linz, mentre nel torneo di Lussemburgo si sbarazza di Marina Eraković per 6-3 6-4; successivamente, cede alla qualificata Johanna Larsson.
A causa dei scarsi risultati, termina il 2014 al 95º posto della classifica.

#### 2015

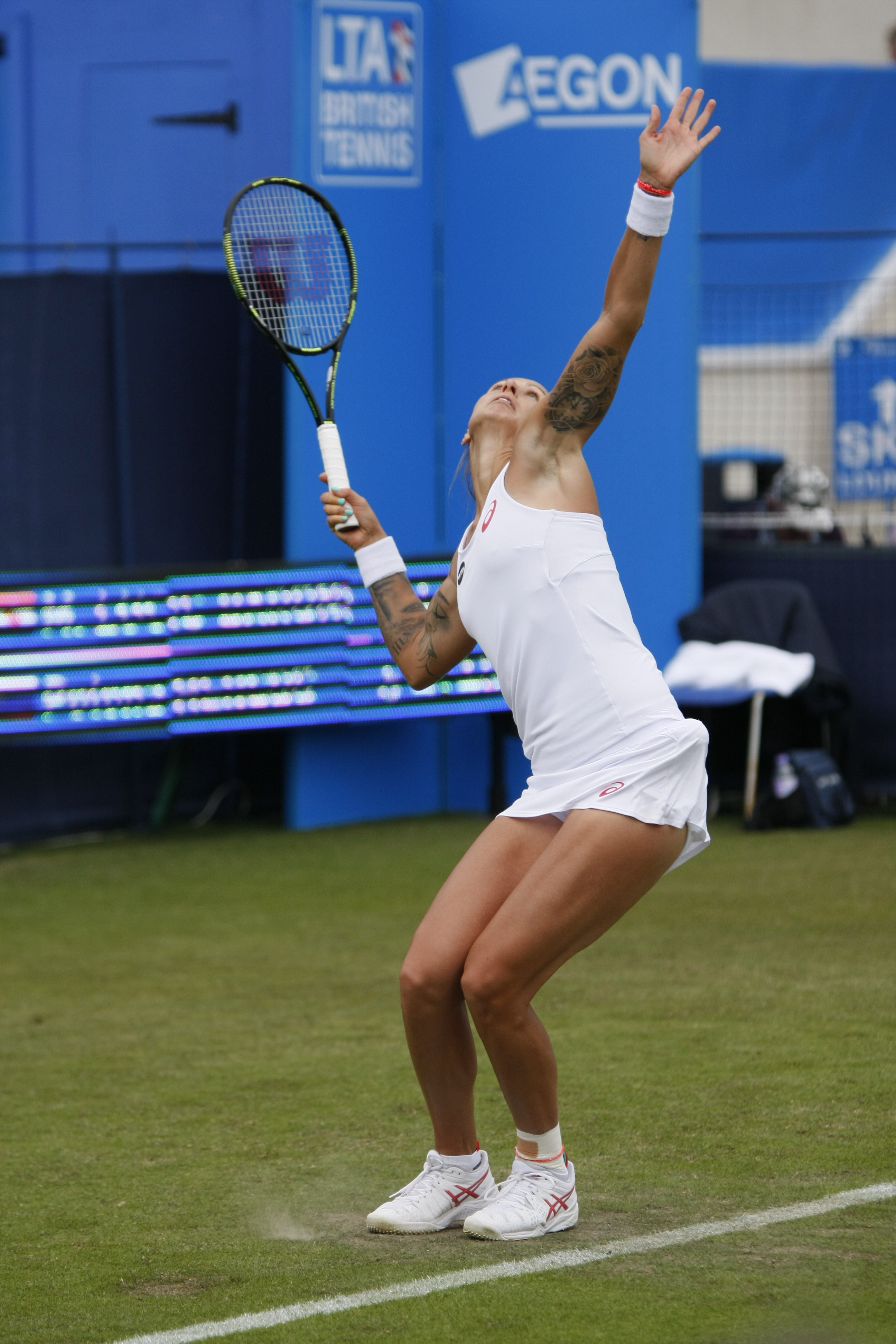
Polona Hercog nel 2015

Agli Australian Open supera il primo turno a distanza di cinque anni dall'ultima volta, grazie alla vittoria su Wang Qiang. Tuttavia, l'avventura della Hercog ha vita breve, in quanto la qualificata Lucie Hradecká le infligge un'altra sconfitta. Prende parte al torneo di Rio de Janeiro, estromettendo al primo turno An-Sophie Mestach; affronta la wildcard brasiliana Beatriz Haddad Maia, che le infligge un severo 6-1 6-2. Nel torneo di Acapulco perde, per il secondo anno consecutivo, all'esordio contro Caroline Garcia, futura finalista. Rimanendo in Messico, prende parte al torneo di Monterrey, eliminando al primo turno la giocatrice di casa Ana Sofia Sanchez; nel secondo turno, nonostante i quattro match points a disposizione nel tie-break, viene sconfitta da Magdaléna Rybáriková. Disputa un altro secondo turno a Indian Wells, imponendosi con facilità su Vera Zvonarëva, prima di subire la seconda sconfitta in stagione da parte della Garcia. Non ha fortuna a Miami, dove si ferma subito contro Anna Karolína Schmiedlová (n° 58 WTA). Nel torneo di Katowice elimina Misaki Doi, ma non può fare nulla contra la campionessa in carica, Alizé Cornet.
Nella stagione sulla terra battuta continua la maledizione della slovena. Infatti, anche in questa parte dell'anno, non va oltre al secondo turno. La Hercog ottiene i seguenti risultati: a Praga è eliminata immediatamente da Kateřina Siniaková; non va oltre le qualificazioni a Madrid; a Roma accede al main draw, ma subisce la vendetta di Misaki Doi; a Norimberga perde contro Kurumi Nara; al Roland Garros usufruisce del ritiro di Peng Shuai, la quale abbandona lo Slam per un dolore alla schiena, sul punteggio di 6-0 2-0 per la slovena. Tuttavia, viene sorprendentemente eliminata da Elena Vesnina (n° 82 WTA).
Sull'erba ottiene una vittoria nel tabellone principale. Si qualifica per il torneo di Eastbourne ed estromette Madison Brengle, per poi venire battuta da Garbiñe Muguruza, n° 14 del seeding. A Wimbledon nel primo turno ha la meglio l'americana Lauren Davis.
A distanza di tre anni, Polona disputa una semifinale. Tale evento si verifica a Bucarest, dove elimina: Tereza Smitková, Patricia Maria Tig e Aleksandra Krunić. Successivamente, viene fermata dalla futura campionessa Schmiedlová. Continua il buon stato di forma anche in Austria, dove perde nei quarti di finale contro la futura finalista, Karin Knapp. Precedentemente si era imposta in due sets su Tímea Babos per 6-4 6-2 e su Lucie Hradecká per 6-3 6-2.
Ritorna sul cemento americano dove la scia di vittorie si interrompe. A Washington non va oltre il secondo turno, in quanto Irina-Camelia Begu ha la meglio. A Toronto elimina Alison Van Uytvanck ed Ekaterina Makarova, per poi subire la sconfitta da parte di Ana Ivanović, n° 5 del seeding. A Cincinnati non si qualifica, mentre a Stanford accede al tabellone principale, dove viene fermata da Karolína Plíšková. Agli US Open riesce a imporsi su Zarina Dijas (n° 35 WTA), per poi venire fermata da Eugenie Bouchard (n° 25 WTA).
Prende parte al torneo di Tokyo dove è l'ottava giocatrice del seeding, ma viene sorpresa da Hsieh Su-wei, n° 113 del mondo. Incontra nuovamente la Begu in Korea, non riuscendo a vendicarsi. Disputa il torneo di Tashkent come terza giocatrice del seeding, ma subisce una pesante sconfitta da Aljaksandra Sasnovič, n° 102 de ranking.
A fine stagione è la 71ª tennista del mondo.

#### 2016: Quarta finale WTA

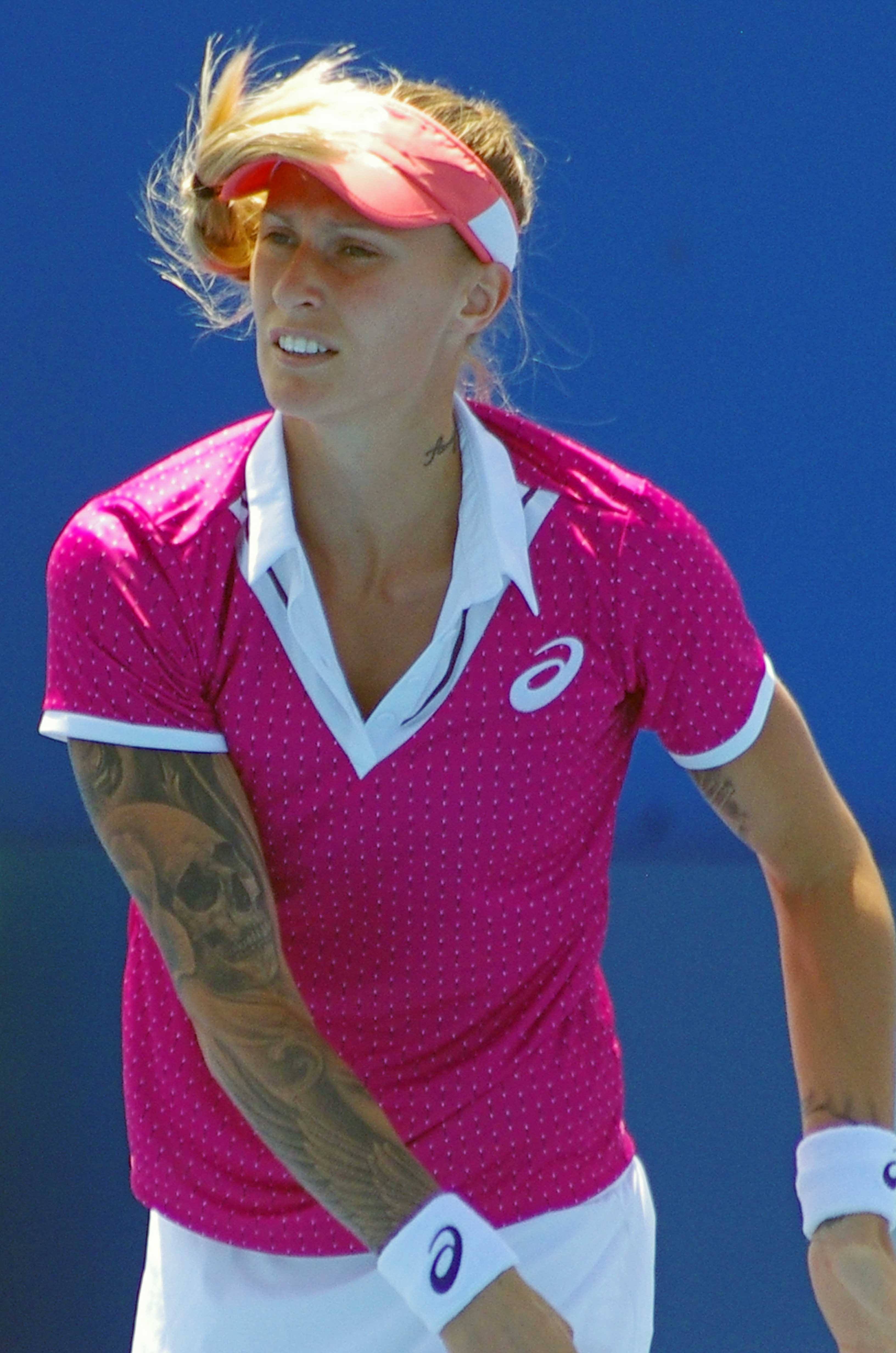
Polona Hercog nel 2016

Apre l'anno con la sconfitta al primo turno per mano della futura campionessa, Sloane Stephens, nel torneo di Auckland. Non si qualifica per il torneo di Sydney, tuttavia entra nel tabellone principale come lucky loser, ma non riesce a sfruttare l'occasione. Infatti, perde contro Sabine Lisicki. Ritorna a perdere al primo turno agli Australian Open, stavolta viene superata da Jelena Janković, n° 19 del seeding.
Ottiene la prima vittoria della stagione a Rio de Janiero contro Jennifer Brady; tuttavia, non va oltre il secondo turno per mano di Sorana Cîrstea. Successivamente, non ottiene vittorie ad Acapulco, Indian Wells e Miami; mentre ad Acapulco riesce a imporsi al primo turno su Tímea Babos.
Si presenta a Wimbledon giocando solamente in doppio con Mirjana Lučić-Baroni venendo sconfitta nel primo turno dalla coppia Misaki Doi/Elina Svitolina per 5-7 3-6. Disputa il torneo di Bucarest arrivando fino ai quarti di finale dove perde contro la 4º testa di serie, Laura Siegemund, per 2-6 1-6. Precedentemente aveva sconfitto Sesil Karatančeva per 6-1 2-6 6-2 e Monica Niculescu, testa di serie nº 5, per 6-4 6-3. Prende parte all'Open di Svezia dove viene rimontata al primo turno da Julia Görges per 7-6 3-6 4-6.
Si spinge fino in finale nel torneo 125k a Bol, dove viene facilmente sconfitta da Mandy Minella.
Prende parte alla sua prima Olimpiade venendo sconfitta al primo turno dalla futura campionessa, Mónica Puig, per 3-6 2-6.
Agli US Open viene sconfitta dalla futura vincitrice del torneo e testa di serie nº 2: Angelique Kerber, contro la quale si ritira sul netto punteggio di 0-6 0-1 per la tedesca.
In seguito, non disputa alcun torneo del circuito WTA, chiudendo così la stagione al 139º posto della classifica mondiale. Per la Hercog, si tratta della prima stagione terminando fuori dalla Top 100 dopo il 2008.

#### 2017

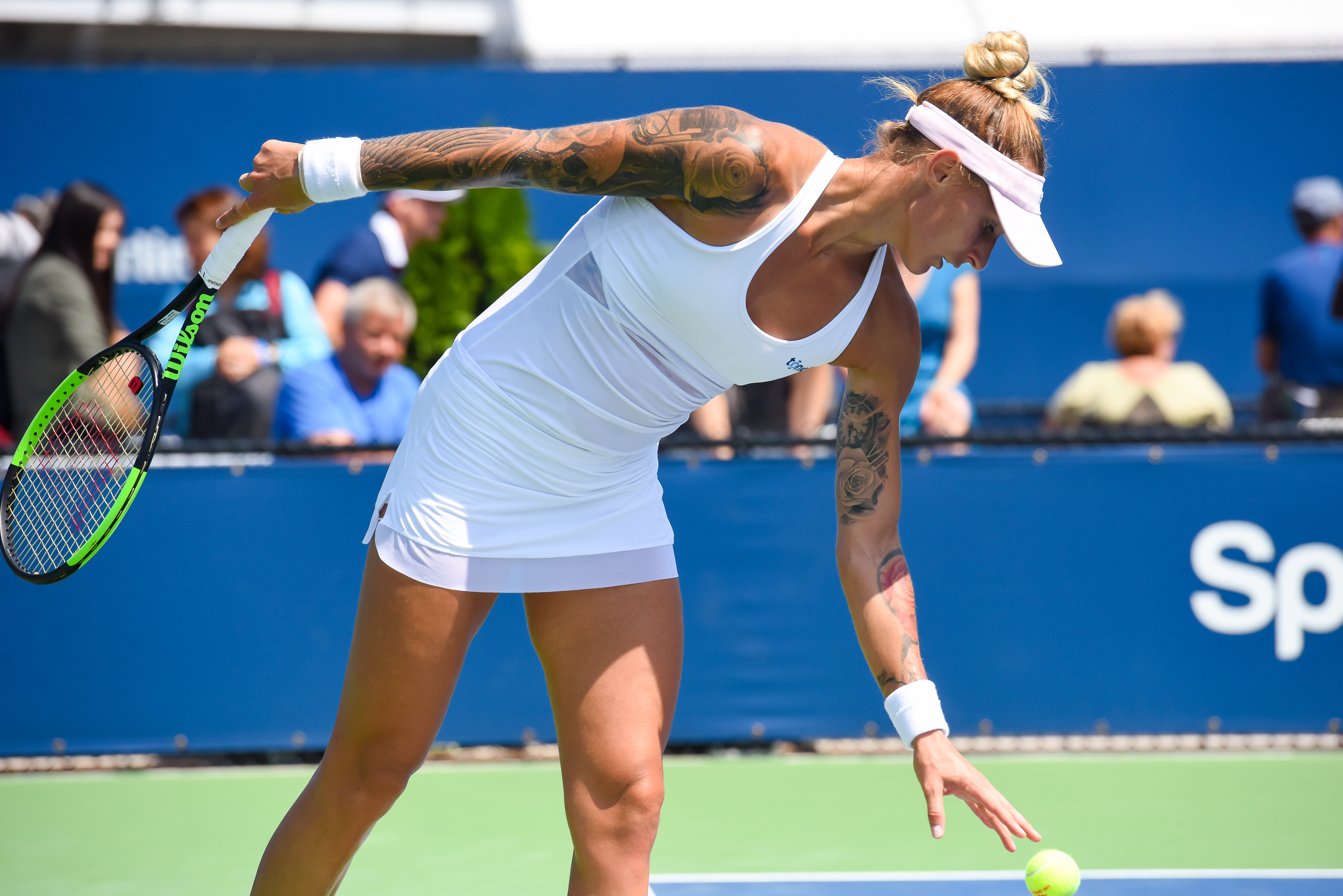
Polona Hercog agli US Open 2017

Inizia la stagione presentandosi al Roland Garros, ma non riesce ad accedere al tabellone principale venendo sconfitta nel secondo turno delle qualificazioni.
Si aggiudica il torneo di Brescia eliminando in finale la campionessa in carica Ganna Poznikhirenko.
A Wimbledon dopo aver superato le qualificazioni, estromette Annika Beck per 6-2 6-1 e Varvara Lepchenko per 6-7 6-2 6-2; per poi perdere contro la 7º testa di serie, Svetlana Kuznecova, per 4-6 0-6 al terzo turno. Nel torneo di Bucarest viene eliminata al primo turno da Çağla Büyükakçay per 6-4 3-6 6-7.
Agli US Open viene eliminata nel secondo turno di qualificazioni.
Termina il 2017 alla posizione n° 102 del ranking.

### 2018: Sesta finale in carriera
Inizia la stagione prendendo parte al torneo di Auckland dove supera Alison Van Uytvanck per 6-4 7-5 e Kirsten Flipkens per 6-4 6-2, prima di perdere nei quarti di finale contro la 2º testa di serie, Julia Görges, con un doppio 4-6. All'Australian Open viene eliminata al primo turno da Ekaterina Aleksandrova per (2)6-7 4-6. Si presenta a Miami dove, dopo aver superato le qualificazioni senza troppi problemi, viene sconfitta al primo turno da Andrea Petković che le lascia solo due games. A Charleston viene sconfitta da Alizé Cornet per 2-6 3-6 dopo aver estromesso nel primo turno Maryna Zanevs'ka per 6-1 6-4. Nel Samsung Open supera Hsieh Su-wei per 7-5 6-0 per poi perdere al terzo turno da Aryna Sabalenka, futura finalista, per 3-6 1-6.
A Istanbul raggiunge la sua quinta finale WTA in carriera. Qui si rifà su Aryna Sabalenka per 6-2 7-5; approfitta del ritiro da parte di Kateryna Bondarenko sul 6-2 1-1 per la tennista slovena; Svetlana Kuznecova per 6-1 1-6 7-5 e Maria Sakkarī per 6-4 6-2. Viene sconfitta solamente da Pauline Parmentier per 4-6 6-3 3-6, la quale ritorna al successo in finale dopo 10 anni.
Prende parte al Rabat Open dove, dopo aver sconfitto la testa di serie nº 2 Dominika Cibulková per 2-6 7-5 6-4, viene estromessa da Paula Badosa Gibert per 7–6(5) 1-6 2-6. A Madrid non supera le qualificazioni. Agli Internazionali d'Italia supera le qualificazioni senza grossi problemi, ma poi viene eliminata al primo turno da Svetlana Kuznecova per 2-6 4-6. Al Roland Garros cede ad Anastasija Pavljučenkova per 4-6 6-7. Non fa meglio a s-Hertogenbosch, dove viene sconfitta da Elise Mertens. Nel torneo di Maiorca si impone su Viktória Kužmová per 7-6 6-2, prima di cedere in rimonta ad Alison Riske (6-3 5-7 3-6). Esce al primo turno a Wimbledon eliminata da Alison Van Uytvanck. Si spinge fino alla semifinale, dove è costretta a ritirarsi, nel torneo di Bucarest. In Connecticut non supera le qualificazioni, mentre all'US Open esce di scena all'esordio per mano di Claire Liu (6-7 6-1 4-6). Nel torneo coreano viene sconfitta nettamente dalla connazionale Tamara Zidanšek (1-6 3-6). Nel Premier di Wuhan viene ripescata come lucky loser, ma viene estromessa da Zhang Shuai in due sets. A Pechino, invece, supera le qualificazioni e Coco Vandeweghe per 6-2 6-1, ma viene sconfitta dalla futura campionessa Caroline Garcia. Finisce la stagione con la sconfitta nel secondo turno a Tianjin, per mano di Karolína Plíšková.
Chiude l'annata all'82º posto della classifica.

### 2019: Terzo titolo WTA e rientro in top-50
Inizia malamente la nuova stagione, venendo sconfitta per 2-6 3-6 da Hsieh Su-wei ad Auckland. Non supera le qualificazioni per il torneo di Hobart. Agli Australian Open viene estromessa da Angelique Kerber con un doppio 2-6. Nel torneo di Qatar supera le qualificazioni, ma cede poi ad Alison Riske nel primo turno, mentre nel torneo di Dubai viene eliminata da Stefanie Vögele. A Miami si impone su Misaki Doi per 7-6 6-4, per poi venire rimontata da Simona Halep (7-5 6-7 2-6).
Si aggiudica il terzo titolo WTA in carriera a Lugano, dove elimina in ordine: Carla Suárez Navarro per 3-6 6-3 6-4, Sorana Cîrstea per 3-6 7-6(0) 6-4, Veronika Kudermetova per 6-4 6-1, Fiona Ferro per 7-5 6-4 ed Iga Świątek per 3-6 3-6 6-3.
Nel torneo di Rabat estromette Irina Maria Bara per 7-6 6-4, ma viene fermata da Rebecca Peterson per 5-7 6-3 1-6. Supera le qualificazioni di Madrid, ma viene estromessa all'esordio da Sloane Stephens, mentre a Roma da Madison Keys. Si presenta al Roland Garros dove elimina in tre sets Aljaksandra Sasnovič per 4-6 6-2 8-6 e Jennifer Brady per 6-3 6(8)-7 6-4, per poi perdere contro la Stephens per 3-6 7-5 4-6. Nel torneo di 's-Hertogenbosch estromette Christina McHale con un doppio 6-4, prima di cedere ad un'altra americana Alison Riske, che si impone per 6-4 7–6(5).
La stagione sull'erba della Hercog inizia con la qualificazione al torneo di Eastbourne. Qui usufruisce il ritiro di Barbora Strýcová sul punteggio di 7–6(3) 0-1 in favore alla slovena; successivamente, rimonta Pauline Parmentier per 2-6 6-2 7–6(4), prima di perdere in tre sets contro Simona Halep. Disputa lo Slam londinese e si spinge fino al terzo turno, eguagliando il risultato del 2017. La slovena si aggiudica il braccio di ferro contro Viktória Kužmová per 4-6 7–6(5) 7-5 e si sbarazza della diciassettesima testa di serie, Madison Keys, per 6-2 6-4. In seguito, viene sorpresa dalla quindicenne (classe 2004) Cori Gauff, sorpresa del torneo, che vince il match maratona con il punteggio di 3-6 7–6(7) 7-5.
Terminata l'avventura sull'erba, si trasferisce sul continente americano. Prende parte alle qualificazioni a Toronto riuscendo ad accedere al tabellone principale. Nonostante ciò, ha poca fortuna al primo turno, in quanto fallisce la rimonta al tie-break nel set decisivo contro la tedesca Julia Görges. Nel torneo International di New York subisce una pesante sconfitta all'esordio, inflittale da Aljaksandra Sasnovič. Non fa meglio nemmeno nello Slam dello US Open, dove viene fermata dalla tennista di casa Danielle Collins, che la spunta per 6-3 4-6 6-4.
Inizia lo swing asiatico a Zhengzhou con una vittoria facile contro Meiling Wang, prima di soccombere alla futura campionessa Karolína Plíšková, nonostante il vantaggio di 5-2 nel secondo parziale. Continuano gli insuccessi in Korea, dove esce di scena subito per mano di Ana Bogdan. Prende parte agli ultimi tornei Premier della stagione a Wuhan e a Pechino. Nel Premier 5 dà una lezione di tennis a Jessica Pegula, concedendole un solo game in tutto il match, per poi abdicare contro Petra Kvitová, che ha la meglio per 7–6(6) 6-3. Nel Premier Mandatory, invece, riesce a vendicarsi rimontando la Görges con il punteggio di 6(4)–7 7–6(5) 6-4. In seguito, si impone con facilità sulla tredicesima tennista del mondo, Angelique Kerber, sbarazzandosene per 6-4 6-2. Nel terzo turno è opposta a Kiki Bertens, numero otto del seeding: Polona esce sconfitta in tre set (6(6)-7 6-2 3-6).
Termina la stagione giocando a Linz e Mosca: in terra austriaca cede con un doppio 1-6 a Donna Vekic mentre, in Russia, batte Siniaková in due set prima di soccombere a Belinda Bencic (6-1 3-6 4-6). Chiude l'anno al n°49 del mondo: non otteneva un ranking di fine anno così positivo dal 2011, quando finì 36°.

### 2020
La slovena inizia la stagione agli Australian Open: per la terza volta in carriera, vince il match di primo turno nel primo major annuale, imponendosi su Rebecca Peterson con un periodico 6-3; il suo torneo si interrompe al secondo turno per mano della n°1 del mondo Ashleigh Barty, che la batte per 6-1 6-4. Gioca poi a Doha, dove cede all'esordio ad Alison Van Uytvanck (2-6 2-6).
Il tennis, da marzo ad agosto, è costretto a fermarsi per via della Pandemia di COVID-19, che impedisce la disputa di tutti tornei compresi in questi mesi, tra cui Wimbledon (che era stato annullato, l'ultima volta, nel 1945) e quello olimpico, visto il rinvio delle Olimpiadi al 2021.
Polona riprende a giocare a Palermo e Praga: nel primo caso si arrende subito a Elisabetta Cocciaretto mentre, in Repubblica Ceca, soccombe immediatamente a Simona Halep, costringendola comunque al tie-break del terzo set. Decide di non prendere parte alla trasferta americana e disputa la parte finale di stagione su terra: figura bene a Istanbul, dove sconfigge Berfu Cengiz e Jasmine Paolini, approdando ai primi quarti di finale stagionali: nella circostanza, viene fermata da Paula Badosa. A Roma, la slovena vince su Kaja Juvan (4-6 6-4 6-1) e, soprattutto, su Kiki Bertens (n°8 del mondo, 6-4 6-4). La sua avventura si interrompe al terzo turno, battuta da Vondroušová al tie-break del terzo. A Strasburgo e Parigi non ottiene buoni risultati, perdendo al primo e al secondo turno.
A dicembre, la slovena trova la semifinale nell'ITF 100K di Dubai, dove viene eliminata da Sorana Cirstea in tre set.
Termina la stagione con il ranking invariato rispetto al 2019, in 49ª posizione.

## Vita privata
Dal 2013 è sentimentalmente legata all'allenatore della squadra della Coppa Davis della Croazia, Željko Krajan.

## Curiosità
- Nel torneo di Palermo del 2013 si è fatta notare per un gesto non simpaticissimo, triplice gesto dell'ombrello, ad un giudice di sedia colpevole di averle chiamato un fallo di piede.

## Statistiche WTA

### Singolare

#### Vittorie (3)
| Legenda               |
| --------------------- |
| Grande Slam (0)       |
| Ori Olimpici (0)      |
| WTA Finals (0)        |
| Premier Mandatory (0) |
| Premier 5 (0)         |
| Premier (0)           |
| International (3)     |

| N. | Data           | Torneo                     | Superficie  | Avversaria in finale | Punteggio     |
| 1. | 10 luglio 2011 | Swedish Open, Båstad       | Terra rossa | Johanna Larsson      | 6-4, 7-5      |
| 2. | 22 luglio 2012 | Swedish Open, Båstad (2)   | Terra rossa | Mathilde Johansson   | 0-6, 6-4, 7-5 |
| 3. | 14 aprile 2019 | Ladies Open Lugano, Lugano | Terra rossa | Iga Świątek          | 6-3, 3-6, 6-3 |

#### Sconfitte (3)
| Legenda               |
| --------------------- |
| Grande Slam (0)       |
| Argenti Olimpici (0)  |
| WTA Finals (0)        |
| Premier Mandatory (0) |
| Premier 5 (0)         |
| Premier (0)           |
| International (3)     |

| N. | Data             | Torneo                                       | Superficie  | Avversaria in finale    | Punteggio     |
| 1. | 27 febbraio 2010 | Abierto Mexicano Telcel, Acapulco            | Terra rossa | Venus Williams          | 6-2, 2-6, 3-6 |
| 2. | 17 luglio 2011   | Internazionali Femminili di Palermo, Palermo | Terra rossa | Anabel Medina Garrigues | 3-6, 2-6      |
| 3. | 29 aprile 2018   | Istanbul Cup, Istanbul                       | Terra rossa | Pauline Parmentier      | 4-6, 6-3, 3-6 |

### Doppio

#### Vittorie (2)
| Legenda               |
| --------------------- |
| Grande Slam (0)       |
| Ori Olimpici (0)      |
| WTA Finals (0)        |
| Premier Mandatory (0) |
| Premier 5 (0)         |
| Premier (0)           |
| International (2)     |

| N. | Data              | Torneo                            | Superficie  | Compagna                   | Avversarie in finale               | Punteggio        |
| 1. | 28 febbraio 2010  | Abierto Mexicano TELCEL, Acapulco | Terra rossa | Barbora Záhlavová-Strýcová | Sara Errani Roberta Vinci          | 2-6, 6-1, [10-2] |
| 2. | 26 settembre 2010 | Hansol Korea Open, Seul           | Cemento     | Julia Görges               | Natalie Grandin Vladimíra Uhlířová | 6-3, 6-4         |

#### Sconfitte (1)
| Legenda: Prima del 2009 | Legenda: Dal 2009     |
| ----------------------- | --------------------- |
| Grande Slam (0)         |                       |
| Argenti Olimpici (0)    |                       |
| WTA Finals (0)          |                       |
| Tier I (0)              | Premier Mandatory (0) |
| Tier II (0)             | Premier 5 (0)         |
| Tier III (1)            | Premier (0)           |
| Tier IV (0)             | International (0)     |

| N. | Data           | Torneo                 | Superficie  | Compagna        | Avversarie in finale          | Punteggio |
| 1. | 24 maggio 2008 | Istanbul Cup, Istanbul | Terra rossa | Marina Eraković | Jill Craybas Vol'ha Havarcova | 1-6, 2-6  |

## Circuito WTA 125

### Singolare

#### Sconfitte (1)
| N. | Data          | Torneo                        | Superficie  | Avversaria in finale | Punteggio |
| 1. | 5 giugno 2016 | Croatian Bol Ladies Open, Bol | Terra rossa | Mandy Minella        | 2-6, 3-6  |

## Statistiche ITF

### Singolare

#### Vittorie (19)
| Torneo $100.000 (2) |
| Torneo $80.000 (0)  |
| Torneo $75.000 (1)  |
| Torneo $60.000 (3)  |
| Torneo $50.000 (2)  |
| Torneo $40.000 (0)  |
| Torneo $25.000 (8)  |
| Torneo $15.000 (0)  |
| Torneo $10.000 (3)  |

| N.  | Data              | Torneo                                                 | Superficie  | Avversaria in finale | Punteggio           |
| 1.  | 19 agosto 2007    | Pesaro Open, Pesaro                                    | Terra rossa | Stephanie Vogt       | 6-2, 2-6, 6-1       |
| 2.  | 26 agosto 2007    | Infond Open, Maribor                                   | Terra rossa | Tereza Hladíková     | 4-6, 6-1, 4-1, rit. |
| 3.  | 10 febbraio 2008  | Torneo Mallorca, Maiorca                               | Terra rossa | Inés Ferrer Suárez   | 6-3, 6-1            |
| 4.  | 17 febbraio 2008  | Torneo Mallorca, Maiorca                               | Terra rossa | Stephanie Vogt       | 4-6, 6-1, 6-3       |
| 5.  | 19 aprile 2009    | Torneo Tirreno Power, Civitavecchia                    | Terra rossa | Andrea Petković      | 6-2, 6-4            |
| 6.  | 10 maggio 2009    | Zagreb Open, Zagabria                                  | Terra rossa | Maša Zec Peškirič    | 7-5, 6-2            |
| 7.  | 14 giugno 2009    | Smart Card Open Monet+, Zlín                           | Terra rossa | Zuzana Kučová        | 6-3, 6-1            |
| 8.  | 5 luglio 2009     | International Country Cuneo, Cuneo                     | Terra rossa | Varvara Lepchenko    | 6-1, 6-2            |
| 9.  | 14 febbraio 2010  | Copa Bionaire, Cali                                    | Terra rossa | Mariana Duque Mariño | 6-4, 5-7, 6-2       |
| 10. | 2 giugno 2013     | Infond Open, Maribor                                   | Terra rossa | Ana Konjuh           | 3-6, 6-3, 6-3       |
| 11. | 21 luglio 2013    | ITS Cup, Olomouc                                       | Terra rossa | Katarzyna Piter      | 6-0, 6-3            |
| 12. | 11 giugno 2017    | Internazionali Femminili di Tennis di Brescia, Brescia | Terra rossa | Ganna Poznikhirenko  | 6-2, 7-5            |
| 13. | 9 settembre 2017  | XIXO Open Balatonboglar, Balatonboglár                 | Terra rossa | Gréta Arn            | 6-1, 6-2            |
| 14. | 24 settembre 2017 | Open GDF SUEZ de Bretagne, Saint-Malo                  | Terra rossa | Diāna Marcinkēviča   | 6-3, 6-3            |
| 15. | 15 ottobre 2017   | Forte Village International Tournament, Pula           | Terra rossa | Valentina Ivachnenko | 6-1, 6-0            |
| 16. | 22 ottobre 2017   | Forte Village International Tournament, Pula           | Terra rossa | Renata Zarazúa       | 6-4, 6-1            |
| 17. | 5 novembre 2017   | Forte Village International Tournament, Pula           | Terra rossa | Cristina Dinu        | 6-1, 6-4            |
| 18. | 18 aprile 2021    | Oeiras Ladies Open, Oeiras                             | Terra rossa | Clara Burel          | w/o                 |
| 19. | 20 agosto 2023    | Vrnjačka Banja Open, Vrnjačka Banja                    | Terra rossa | Isabella Šinikova    | 6-2, 6-4            |

#### Sconfitte (4)
| Torneo $100.000 (0) |
| Torneo $80.000 (0)  |
| Torneo $75.000 (0)  |
| Torneo $60.000 (1)  |
| Torneo $50.000 (0)  |
| Torneo $40.000 (1)  |
| Torneo $25.000 (2)  |
| Torneo $15.000 (0)  |
| Torneo $10.000 (0)  |

| N. | Data             | Torneo                              | Superficie  | Avversaria in finale | Punteggio     |
| 1. | 6 aprile 2008    | Torneo Tirreno Power, Civitavecchia | Terra rossa | Betina Jozami        | 2-6, 2-6      |
| 2. | 22 gennaio 2024  | Antalya Series, Adalia              | Terra rossa | Guiomar Maristany    | 4-6, 1-6      |
| 3. | 11 febbraio 2024 | Antalya Series, Adalia              | Terra rossa | Tena Lukas           | 6-2, 3-6, 1-6 |
| 4. | 21 aprile 2024   | IFS Luka Koper Open, Capodistria    | Terra rossa | Veronika Erjavec     | 4-6, 3-6      |

### Doppio

#### Vittorie (5)
| Torneo $100.000 (0) |
| Torneo $80.000 (0)  |
| Torneo $75.000 (1)  |
| Torneo $60.000 (0)  |
| Torneo $50.000 (1)  |
| Torneo $40.000 (0)  |
| Torneo $25.000 (1)  |
| Torneo $15.000 (0)  |
| Torneo $10.000 (2)  |

| N. | Data             | Torneo                              | Superficie  | Partner             | Rivali in finale                             | Risultato        |
| 1. | 15 gennaio 2007  | ITF Women's Circuit Algiers, Algeri | Terra rossa | Rushmi Chakravarthi | Barbora Matusova Anna Savitskaya             | 6-2, 6-0         |
| 2. | 11 febbraio 2008 | Torneo Mallorca, Maiorca            | Terra rossa | Stephanie Vogt      | Leticia Costas-Moreira Maite Gabarrus Alonso | 7-6(2), 6-3      |
| 3. | 28 aprile 2008   | Makarska Ladies Open, Macarsca      | Terra rossa | Stephanie Vogt      | Tadeja Majerič Maša Zec Peškirič             | 7-5, 6-2         |
| 4. | 8 settembre 2008 | Sarajevo Ladies Open, Sarajevo      | Terra rossa | Alberta Brianti     | Çağla Büyükakçay Julia Glushko               | 6-4, 7-5         |
| 5. | 8 febbraio 2010  | Copa Bionaire, Cali                 | Terra rossa | Edina Gallovits     | Estrella Cabeza Candela Laura Pous Tió       | 3-6, 6-3, [10-8] |

#### Sconfitte (2)
| Torneo $100.000 (1) |
| Torneo $80.000 (0)  |
| Torneo $75.000 (0)  |
| Torneo $60.000 (0)  |
| Torneo $50.000 (0)  |
| Torneo $40.000 (0)  |
| Torneo $25.000 (1)  |
| Torneo $15.000 (0)  |
| Torneo $10.000 (0)  |

| N. | Data              | Torneo               | Superficie  | Partner        | Rivali in finale                 | Risultato   |
| 1. | 19 aprile 2008    | Trofeo Martino, Bari | Terra rossa | Stephanie Vogt | Alberta Brianti Anna Floris      | 3-6, 3-6    |
| 2. | 19 settembre 2009 | Allianz Cup, Sofia   | Terra rossa | Petra Martić   | Timea Bacsinszky Tathiana Garbin | 2-6, 6(4)-7 |

## Grand Slam Junior

### Doppio

#### Vittorie (2)
| Tornei del Grande Slam  |
| ----------------------- |
| Australian Open (0)     |
| Open di Francia (1)     |
| Torneo di Wimbledon (1) |
| US Open (0)             |

| N. | Data          | Torneo                      | Superficie  | Compagna      | Avversarie in finale         | Punteggio        |
| 1. | 7 giugno 2008 | Open di Francia, Parigi     | Terra rossa | Jessica Moore | Lesley Kerkhove Arantxa Rus  | 5-7, 6-1, [10-7] |
| 2. | 5 luglio 2008 | Torneo di Wimbledon, Londra | Erba        | Jessica Moore | Isabella Holland Sally Peers | 6-3, 1-6, 6-2    |

## Risultati in progressione
| Sigla | Risultato               |
| ----- | ----------------------- |
| V     | Vincitore               |
| F     | Finalista               |
| SF    | Semifinalista           |
| O     | Oro olimpico            |
| A     | Argento olimpico        |
| SF    | Bronzo olimpico         |
| QF    | Quarti di Finale        |
| 4T    | Quarto turno            |
| 3T    | Terzo turno             |
| 2T    | Secondo turno           |
| 1T    | Primo turno             |
| RR    | Round Robin             |
| LQ    | Turno di qualificazione |
| A     | Assente                 |
| ND    | Non disputato           |

| Legenda superfici    |
| -------------------- |
| Cemento              |
| Terra battuta        |
| Erba                 |
| Superficie variabile |

### Singolare
Aggiornato a fine WTA Tour 2023 
| Torneo                 | 2006            | 2007            | 2008            | 2009            | 2010            | 2011            | 2012            | 2013            | 2014            | 2015            | 2016            | 2017            | 2018            | 2019            | 2020            | 2021            | 2022            | 2023            | Titoli     | V–S        |
| ---------------------- | --------------- | --------------- | --------------- | --------------- | --------------- | --------------- | --------------- | --------------- | --------------- | --------------- | --------------- | --------------- | --------------- | --------------- | --------------- | --------------- | --------------- | --------------- | ---------- | ---------- |
| Tornei del Grande Slam |                 |                 |                 |                 |                 |                 |                 |                 |                 |                 |                 |                 |                 |                 |                 |                 |                 |                 |            |            |
| Australian Open        | A               | A               | A               | A               | 2T              | 1T              | 1T              | 1T              | 1T              | 2T              | 1T              | A               | 1T              | 1T              | 2T              | 1T              | A               | A               | 0 / 11     | 3-11       |
| Open di Francia        | A               | A               | A               | 2T              | 3T              | 2T              | 1T              | LQ              | 2T              | 2T              | 2T              | LQ              | 1T              | 3T              | 2T              | 3T              | A               | LQ              | 0 / 11     | 12-11      |
| Wimbledon              | A               | A               | A               | LQ              | 1T              | 2T              | 1T              | LQ              | 2T              | 1T              | 1T              | 3T              | 1T              | 3T              | ND              | 1T              | A               | LQ              | 0 / 10     | 6-10       |
| US Open                | A               | A               | LQ              | 1T              | 1T              | 2T              | 1T              | 1T              | 2T              | 1T              | 1T              | LQ              | 1T              | 1T              | A               | 1T              | A               | A               | 0 / 11     | 3-11       |
| V-S totali             | 0–0             | 0–0             | 0–0             | 1–2             | 3–4             | 3–4             | 0–4             | 0–2             | 2-3             | 3-4             | 1-4             | 2-1             | 0-4             | 4-4             | 2-2             | 2-4             | 0-0             | 0-0             | 0 / 43     | 24-43      |
| Giochi olimpici        |                 |                 |                 |                 |                 |                 |                 |                 |                 |                 |                 |                 |                 |                 |                 |                 |                 |                 |            |            |
| Giochi Olimpici        | Non disputati   | Non disputati   | A               | Non disputati   | Non disputati   | Non disputati   | 1T              | Non disputati   | Non disputati   | Non disputati   | 1T              | Non disputati   | Non disputati   | Non disputati   | Non disputati   | A               | Non disputati   | Non disputati   | 0 / 2      | 0–2        |
| WTA Finals             |                 |                 |                 |                 |                 |                 |                 |                 |                 |                 |                 |                 |                 |                 |                 |                 |                 |                 |            |            |
| WTA Finals             | Non qualificata | Non qualificata | Non qualificata | Non qualificata | Non qualificata | Non qualificata | Non qualificata | Non qualificata | Non qualificata | Non qualificata | Non qualificata | Non qualificata | Non qualificata | Non qualificata | Non qualificata | Non qualificata | Non qualificata | Non qualificata | 0 / 0      | 0-0        |
| Premier Mandatory      |                 |                 |                 |                 |                 |                 |                 |                 |                 |                 |                 |                 |                 |                 |                 |                 |                 |                 |            |            |
| Indian Wells           | A               | A               | A               | A               | 2T              | 1T              | 1T              | A               | A               | 2T              | 1T              | A               | A               | A               | A               | 1T              | A               | A               | 0 / 6      | 2-6        |
| Miami                  | A               | A               | A               | A               | 3T              | 1T              | 2T              | A               | A               | 1T              | LQ              | A               | 1T              | 3T              | A               | A               | A               | A               | 0 / 6      | 4-6        |
| Madrid                 | Non disputato   | Non disputato   | Non disputato   | A               | 1T              | LQ              | 1T              | A               | A               | LQ              | LQ              | A               | LQ              | 1T              | A               | 1T              | A               | A               | 0 / 4      | 0–4        |
| Pechino                | Tier II         | Tier II         | Tier II         | Prem.           | 2T              | 2T              | 3T              | 3T              | 2T              | A               | A               | A               | 2T              | 3T              | A               | A               | A               | A               | 0 / 7      | 10-7       |
| Premier 5              |                 |                 |                 |                 |                 |                 |                 |                 |                 |                 |                 |                 |                 |                 |                 |                 |                 |                 |            |            |
| Dubai                  | Non Tier I      | Non Tier I      | Non Tier I      | A               | A               | A               | Non Premier 5   | Non Premier 5   | Non Premier 5   | A               | NP5             | A               | NP5             | 1T              | NP5             | 1T              | NP5             | A               | 0 / 2      | 0–2        |
| Doha                   | Non Tier I      | A               | Non disputato   | Non disputato   | NP5             | 1T              | A               | A               | NP5             | A               | NP5             | A               | NP5             | A               | NP5             | A               | NP5             | A               | 0 / 1      | 0–1        |
| Roma                   | A               | A               | A               | A               | 2T              | 3T              | A               | A               | LQ              | LQ              | LQ              | A               | 1T              | 1T              | 3T              | 1T              | A               | A               | 0 / 6      | 5–6        |
| Montreal / Toronto     | A               | A               | A               | A               | A               | 1T              | A               | A               | A               | 3T              | A               | A               | A               | 1T              | 1T              | LQ              | A               | A               | 0 / 4      | 2-4        |
| Cincinnati             | A               | A               | A               | A               | A               | 1T              | A               | 2T              | 1T              | LQ              | A               | A               | A               | A               | A               | LQ              | A               | A               | 0 / 3      | 1–3        |
| Tokyo                  | Non Premier 5   | Non Premier 5   | Non Premier 5   | Non Premier 5   | Non Premier 5   | Non Premier 5   | Non Premier 5   | Non Premier 5   | LQ              | A               | A               | A               | 2T              | 2T              | A               | A               | A               | A               | 0 / 2      | 0–2        |
| Statistiche            |                 |                 |                 |                 |                 |                 |                 |                 |                 |                 |                 |                 |                 |                 |                 |                 |                 |                 |            |            |
| Titoli-Finali          | 0–0             | 0–0             | 0-0             | 0-0             | 0-1             | 1-2             | 1-1             | 0-0             | 0-0             | 0-0             | 0-1             | 0-0             | 0-1             | 1-1             | 0-0             | 0-0             | 0-0             | 0-0             | 3 / 7      | 3 / 7      |
| Vittorie-Sconfitte     | 0–0             | 0–2             | 1–2             | 6–8             | 27–26           | 30–25           | 14–23           | 19-12           | 12-16           | 19-23           | 6-17            | 2-2             | 15-19           | 31-23           | 8-9             | 7-20            | 0-1             | 8-8             | 195-257    | 195-257    |
| Vittorie %             | 0%              | 0%              | 33%             | 43%             | 51%             | 55%             | 38%             | 47%             | 43%             | 45%             | 26%             | 50%             | 44%             | 57%             | 47%             | 26%             | 0%              | 50%             | 43,14%     | 43,14%     |
| Ranking di fine anno   | 717             | 345             | 243             | 71              | 48              | 36              | 80              | 66              | 95              | 71              | 139             | 102             | 82              | 49              | 52              | 135             | 390             | 267             | $4.384.624 | $4.384.624 |

## Vittorie contro giocatrici Top 10
| Stagione | 2012 | 2013 | 2014 | 2015 | 2016 | 2017 | 2018 | 2019 | 2020 | Totale |
| Vittorie | 1    | 0    | 0    | 0    | 0    | 0    | 0    | 0    | 1    | 2      |

| #    | Giocatrice     | Ranking | Evento                        | Superficie  | Turno | Punteggio     | Rank. PHR |
| ---- | -------------- | ------- | ----------------------------- | ----------- | ----- | ------------- | --------- |
| 2012 |                |         |                               |             |       |               |           |
| 1.   | Marion Bartoli | 7       | Charleston Open, Charleston   | Terra verde | 3T    | 6-4, 1-6, 6-4 | 38        |
| 2020 |                |         |                               |             |       |               |           |
| 2.   | Kiki Bertens   | 8       | Internazionali d'Italia, Roma | Terra rossa | 2T    | 6-4, 6-4      | 50        |